# Pierre Bataillon
Pierre Marie Bataillon, S.M. (Saint-Cyr-les-Vignes, 6 gennaio 1810 – Wallis, 10 aprile 1877) è stato un missionario e vescovo cattolico francese primo vicario apostolico dell'Oceania centrale.

## Biografia
Ordinato sacerdote nel 1835, entrò a far parte della Società di Maria nel 1836 e fu inviato lo stesso anno nel Pacifico con i padri Pierre Chanel e Jean-Baptiste François Pompallier. Partito da Le Havre nel dicembre 1836, fece scalo a Valparaíso, a Tahiti e nelle Tonga prima di arrivare a Wallis il 1º novembre 1837, Chanel recandosi nella vicina isola Hoorn.
Bataillon riuscì a convertire i maggiori capi di 'Uvea (Wallis) e nel 1840, tutta Wallis diventò cattolica. Nel frattempo, il padre Chanel finì massacrato a Futuna. Bataillon instaurò una vera e propria teocrazia nella sua isola e domandò alla Francia di farla diventare protettorato.
Nel 1842 fu nominato vicario apostolico dell'Oceania centrale, un vasto territorio, e vescovo titolare di Eno; fu consacrato vescovo nel 1843, a 33 anni, da Guillaume Douarre. Inviò missionari alle Figi, a Tonga, nelle Samoa dove nominò il padre Gilbert Roudaire (1845). Convertì anche l'isola di Rotuma.
Con una dozzina di padri e di frati, istituì dappertutto dei catechisti locali. Nel 1851, si recò nella vicina Futuna, poi nelle Figi, a Tonga e a Rotuma, per arrivare nelle Samoa il 29 novembre. Decise allora di porre la sua sede ad Apia, e iniziò la costruzione di una cattedrale in pietra, la futura Cattedrale dell'Immacolata Concezione. Si recò allora a Sydney per reperire il materiale: la costruzione dell'edificio iniziò subito e si concluse nel 1857. Gli fu affidato anche il vicariato apostolico delle Isole dei Navigatori, di cui fu nominato amministratore apostolico.
Nel gennaio 1852, quando un ciclone distrusse le isole dell'Unione, mandò una nave, la Kate, per soccorrere gli abitanti e domandò a padre Padrel di portare con lui 16.000 noci di cocco e acqua a sufficienza. Gli abitanti, fino ad allora ostili, si convertirono e 490 di loro si trasferirono a Wallis.
Si dimise da vicario apostolico dell'Oceania centrale il 28 settembre 1872 e morì come vicario apostolico emerito dell'Oceania centrale a Wallis.

## Genealogia episcopale e successione apostolica
La genealogia episcopale è:
- Cardinale Scipione Rebiba
- Cardinale Giulio Antonio Santori
- Cardinale Girolamo Bernerio, O.P.
- Arcivescovo Galeazzo Sanvitale
- Cardinale Ludovico Ludovisi
- Cardinale Luigi Caetani
- Cardinale Ulderico Carpegna
- Cardinale Paluzzo Paluzzi Altieri degli Albertoni
- Papa Benedetto XIII
- Papa Benedetto XIV
- Papa Clemente XIII
- Cardinale Giovanni Francesco Albani
- Papa Pio VI
- Arcivescovo François de Pierre de Bernis
- Cardinale Jean-Baptist-Marie-Anne-Antoine de Latil
- Cardinale Louis-Jacques-Maurice de Bonald
- Vescovo Guillaume Marie Douarre, S.M.
- Vescovo Pierre Marie Bataillon, S.M.

La successione apostolica è:
- Vescovo Aloys Elloy, S.M. (1864)